# MAS 1873轉輪手槍
MAS 1873（或稱：Chamelot-Delvigne）是法國軍隊採用的第一種雙動式轉輪手槍，它於1873-1887年期間在聖埃蒂安武器製造廠生產了約337,000枝。儘管此槍不久便被更新的M1892轉輪手槍所取代，它在一戰期間仍然被廣泛地使用，並於1940年轉交給預備役部隊使用。而在納粹德國佔領法國後，此槍依然廣泛的被抵抗軍使用。
MAS 1874為此槍的軍官專用版本，它被一共生產了約35,000枝。這個版本比起原版更為輕巧，而且使用較深色的槍身。當中亦有不少民用版本在法國和比利時生產。
MAS 1873和1874皆發射11毫米口徑槍彈，這已被證實為槍口初速較低。儘管如此，這些手槍是非常耐用和可靠的。
除此之後，此槍還有一個海軍專用型，它可以使用威力較大的彈藥。然而這個版本生產了不久便停產了，且在新彈藥耗盡後亦換回原本的彈藥，直到被無煙火藥子彈取代為止。

## 概述
在1870年普法戰爭後交戰雙方都清楚的明白了是時候要換裝最新的裝備。他們提倡以卓越的培訓、大量的輕兵器和炮兵以打破過往的軍事傳統。為此，法國和德國都積極的去改進他們的軍事技術。然而，雙方都沒有注意到手槍的重要性。一路到第一次世界大戰，刀劍依然是軍官的權威象徵。這是基於當時許多歐洲國家的軍官都非常保守，加上手槍在許多情況下都沒有實際的用途。即使那些寧願使用手槍代替刀劍的軍官大多都不會採用笨重的制式手槍，取而代之的是私底下採購一枝體積更小和更舒適的手槍。
MAS 1873被法軍列裝後便成為了士官的制式手槍，而MAS 1874則裝備軍官。這兩個版本存在著在以下的差異：1873型使用白色槍身，而1874型則使用藍色槍身，而且其彈巢上具有凸糟。MAS 1873和MAS 1874皆為法軍裝備的第一種中央式底火轉輪手槍。它們都具有實心的槍體，還具有側面拋殼和雙動式扳機的機制。這些手槍是由聖埃蒂安武器製造廠所生產的，這間公司至今仍有生產品質優異的運動槍械。在推出後不久，這些手槍隨即的變得流行起來並獲比利時、荷蘭、義大利和瑞士的軍隊所採用。
當時法國的手槍口徑為11×17毫米R，這比起德國的大了0.47毫米。有趣的是，德國的槍彈能夠用在法國的手槍上，但卻不能反之亦然。法式11毫米槍彈具有一個重11克的尖鉛彈頭，其彈殼則長17.8毫米，顯得比較短。這為重新裝填時帶來了一定的麻煩，用戶需要些許耐性去完成重新裝填。在軍事規格中稱之為黑火藥裝填，這種裝填方式早在20世紀初期已被無煙火藥裝填所取代。其標準槍口初速為550尺／秒。
該手槍的彈巢上具有一個側面進彈口，裝填時需把它向後方拉出。其瞄具視點為一個球體和V字，並非常容易對齊。由於是雙動式扳機的原故，所以在直接扣動扳機進行射擊時會較難命中目標。但這也同時令槍枝不易被意外擊發。此槍的保養和分解也十分容易，這是基於其退殼桿同時為一把螺絲刀和多用途工具。
這種法國製的手槍在19世紀後期被法國和其殖民地的軍警所採用。而在一戰期間各歐洲國家的軍隊了解到手槍在戰壕裡的重要性後，此槍亦被廣泛的使用。
二戰結束後，Chamelot-Delvigne手槍退出了法軍的前線裝備。

## 特點

### MAS 1873
- 長度：240毫米
- 槍管長度：115毫米
- 重量（空槍）：1.04公斤
- 載彈量：6發
- 彈藥：11毫米 Mle 1873 （11×17mmR）
- 膛腺: 4條
- 作動方式：單動式及雙動式[1]

### MAS 1874
- 長度：240毫米
- 槍管長度：110毫米
- 重量（空槍）：1.08公斤
- 載彈量：6發
- 彈藥：11毫米 Mle 1873 （11×17mmR）
- 膛腺: 4條
- 作動方式：單動式及雙動式
- 槍口初速：600尺/秒 [2]

## 使用國
MAS 1873被列裝至法國陸軍、法國海軍、法國國家憲兵和法國國家警察直到1962年。它亦被法蘭西銀行、法國內部抵抗軍和國家林業委員會所使用。
- 比利时
- 法國
- 希臘
- 意大利
- 義大利
- 摩納哥
- 荷蘭
- 瑞士

## 另見
- M1892轉輪手槍

## 外部連結
- Les armes de poing （页面存档备份，存于）
- Le revolver d'officier d'infanterie français modèle 1873 （页面存档备份，存于）